# Завод кальцинованого коксу у Сухарі
Завод кальцинованого коксу у Сухарі — підприємство оманської металургійної промисловості, яке діє на півночі країни в індустріальній зоні Сухар.
Завод, який почав роботу в 2022 році, має потужність на рівні 570 тисяч тонн кальцинованого нафтового коксу на рік. Його основне обладнання становлять дві печі — вертикальна шахтна та обертова продуктивністю 320 та 250 тисяч тонн на рік відповідно.
Сировину — нафтовий кокс — постачає розташований у Сухарі нафтопереробний завод, а одним з основних споживачів є алюмінієвий комбінат компанії Sohar Aluminium, якому потрібен високоякісний кальцинований кокс для виробництва електродів.
За рахунок утилізації тепла, що утворюється при роботі печей, отримують 130 тонн пари на годину. Вона може використовуватись як самим заводом для виробництва 28 (за іншими даними — 24) МВт електроенергії, так і постачатись сусіднім підприємствам індустріальної зони.
Проєкт реалізували через компанію Sanvira Carbon, учасниками якої виступили індійська Sanvira Industries та місцеві Oman National Investments Development Company (Tanmia) і United Business Company.